# Withania
Genre
Withania est un genre végétal de la famille des Solanaceae. 

## Description
Les espèces de ce genre sont des buissons ou des plantes herbacées pérennes, non épineux. Les tiges sont érigées et présentent de nombreuses ramifications. Les feuilles sont entières, simples et portées par un pétiole. 
Les fleurs possèdent un calice campanulé (en cloche), aux sépales soudés mais présentant l'extrémité libre, en forme de dents (en général au nombre de 5).  La corolle est elle aussi campanulée, avec des pétales libres à l’extrémité, à environ mi-longueur. Les 5 étamines sont insérées près de la base de la corolle. L'ovaire à deux loges contient de nombreux ovules. Le sépale est marcescent et en se développant enveloppe le fruit, qui est une baie de forme globuleuse. Les graines sont petites, réniformes et comprimées latéralement,.

## Liste des espèces
Selon Catalogue of Life (18 janvier 2018) :
- Withania adpressa Coss.
- Withania adunensis Vierh.
- Withania aristata (Ait.) Pauq.
- Withania begoniifolia (Roxb.) A.T. Hunziker & G.E. Barboza
- Withania chamaesarachoides (Makino) A.T. Hunziker
- Withania chevalieri A.E. Goncalves
- Withania coagulans (Stocks) Dun.
- Withania echinata (Yatabe) A.T. Hunziker
- Withania frutescens (L.) Pauquy
- Withania grisea (Hepper & Boulos) Thulin
- Withania heterophylla (Hemsl.) A.T. Hunziker
- Withania japonica (Franch. & Sav.) A.T. Hunziker
- Withania kweichouensis (K.Z. Kuang & A.M. Lu) A.T. Hunziker
- Withania qaraitica A.G. Miller & J.A. Biagi
- Withania reichenbachii Bitter
- Withania riebeckii Schweinf. ex Balf. fil.
- Withania sinensis (Hemsl.) A.T. Hunziker
- Withania sinica (K.Z. Kuang & A.M. Lu) A.T. Hunziker
- Withania somnifera (L.) Dun.
- Withania sphaerocarpa F.N. Hepper & L. Boulos
- Withania yunnanensis (K.Z. Kuang & A.M. Lu) A.T. Hunziker

Selon NCBI (18 janvier 2018) :
- Withania aristata
- Withania coagulans
- Withania frutescens
- Withania riebeckii
- Withania somnifera